# Jarrett Barrios
Jarrett Tomás Barrios (sinh ngày 16 tháng 10 năm 1968) là giám đốc điều hành của Hội Chữ thập đỏ Hoa Kỳ Los Angeles, một cựu chính khách và nhà hoạt động. Trước đó, ông đã phục vụ tại CEO của Hội Chữ thập đỏ Mỹ ở Massachusetts. Barrios từng là thành viên của cả Hạ viện Massachusetts và Thượng viện Massachusetts và trở thành người Latinh đầu tiên và là người đồng tính nam công khai đầu tiên được bầu vào Thượng viện Massachusetts. Sau đó, ông giữ chức chủ tịch của Blue Cross và Blue Shield of Massachusetts Foundation và sau đó, của Liên minh đồng tính nam và đồng tính nữ chống lại sự phỉ báng (GLAAD).
Con trai của một thợ mộc người Mỹ gốc Cuba và một nhân viên xã hội người Mỹ gốc Cuba ở Tampa, Florida, Barrios chuyển đến Cambridge, Massachusetts khi 17 tuổi để học tại Đại học Harvard, sau khi tốt nghiệp trường Trung học tổng hợp Jefferson ở Tampa. Sau khi tốt nghiệp năm 1990 với bằng danh dự cao và làm việc cho Hội đồng thành phố Boston, ông đã lấy được bằng luật với bằng danh dự của Đại học Georgetown. Học bổng Eisenhower đã chọn Jarrett Barrios làm Uỷ viên Eisenhower Hoa Kỳ năm 2009.

## Đời tư
Barrios kết hôn với cố vấn truyền thông và chính khách Dân chủ Doug Hattaway năm 2004. Hai người ly dị vào năm 2010.